# جيفيرسون دوغلاس
جيفيرسون دوغلاس (بالبرتغالية: Jeferson Douglas) (مواليد 19 مارس 2001) هو لاعب كرة قدم برازيلي ، يجيد اللعب في مركز الوسط.

## مسيرة اللاعب
لعب سابقاً في نادي باهيا ونادي الوصل ونادي البطائح ونادي دبا الحصن.

## روابط خارجية
جيفيرسون دوغلاس على موقع قاعدة بيانات كرة القدم.إي يو (الإنجليزية)